# Беренгар (Сполето)
Вижте пояснителната страница за други личности с името Беренгар.
Беренгар (на немски: Berengar; на италиански: Berengario, † преди 865/866) е граф на Камерино (836 – 844/850) и херцог на Сполето в Средна Италия през 836 – 841/842 г.

## Биография
Той е приближен на Лотар I, краля на Италия, който го поставя след смъртта на Ламберт Нантски от чума през 836 г. за херцог на Сполето. През 842 г. той е сменен от Вито I (Гвидо I) Нантски. След това Беренгар управлябва Камерино заедно със синът си Хилдеберт.

## Фамилия
Беренгар е женен за Хилтруда (Хелетруда) (* 826, † след 865/866), дъщеря на император Лотар I и Ирмингард фон Тур († 851). Двамата имат децата:
- Хилдеберт († не по-рано от 18 септември 882?), граф на Камерино (844/850 – 860?)
- Беренгар († след 882), граф
- дъщеря